# János Miklós Beér
János Miklós Beér (Budapeste, 27 de fevereiro de 1923 – 8 de dezembro de 2018) foi um engenheiro húngaro.